# Enigmopora darveliensis
Enigmopora darveliensis is een rifkoralensoort uit de familie van de Acroporidae. De wetenschappelijke naam van de soort is voor het eerst geldig gepubliceerd in 2003 door Ditlev.